# 악마 전상서
〈악마 전상서〉("Address to the Devil")는 스코틀랜드의 시인 로버트 번스가 쓴 시이다. 1785년 써서 1786년 발표했다. 악마와 장로교 기도를 해학적으로 묘사하고 있다. 시의 첫 두 행은 밀턴의 《실락원》을 인용한다.

O Prince! O chief of many throned Pow'rs
That led th' embattl'd Seraphim to war-

그리고 뒤이은 두 행이 이 인용문과 대조를 이룬다.

O thou! Whatever title suit thee,
Auld Hornie, Satan, Nick or Clootie

이 두 줄은 알렉산더 포프의 풍자시 〈우졸우인전〉의 패러디이기도 하다.
시의 내용은 악마의 존재와 그 의도에 대해 회의적인 어조를 나타내고 있는데, 다음 행에서 그러한 점이 드러난다.

Hear me, auld Hangie, for a wee,
An’ let poor damned bodies be;
I’m sure sma’ pleasure it can gie,
Ev’n to a deil,
To skelp an’ scaud poor dogs like me,
An’ hear us squeel!

이러한 내용을 통해 저자는 서두에서 인용된 《실락원》을 비롯해 교회의 설교와 맥을 같이하는 이야기들과 대조되는 생각을 나타낸다.